# エストレマドゥーラ州
エストレマドゥーラ州（エストレマドゥーラしゅう、スペイン語: Extremadura、エストレマドゥーラ語: Estremaura）は、スペインを構成する自治州。バダホス県とカセレス県の2県からなる。州都はメリダ。
北はカスティーリャ・イ・レオン州、東はカスティーリャ＝ラ・マンチャ州、南はアンダルシア州、西はポルトガルと接している。北部にはタホ川、南部にはグアディアナ川が流れる。モンフラグエ国立公園がある。

## 歴史
古代ローマ時代には、エストレマドゥーラ地方の大部分とポルトガル南部はルシタニア属州の領域でメリダに州都が置かれていた。現在でもメリダには多くのローマ建築が残されている。
「エストレマドゥーラ」の語源は「ドゥエロ川の向こう」であり、キリスト教諸国から見たドゥエロ川以南のイスラム教徒支配地を指した。レコンキスタの初期には文字通りドゥエロ川のすぐ南が「エストレマドゥーラ」であったが、レコンキスタの進展とともに「エストレマドゥーラ」は南下し、最終的に現在のカセレス県とバダホス県の地域が「エストレマドゥーラ」と呼ばれるようになった。
大航海時代には、エストレマドゥーラは多くのコンキスタドールの出身地となった。コルテス、ピサロ、ペドロ・デ・バルディビアなどである。このため、アメリカにはエストレマドゥーラ地方の地名にちなんだ都市が多い。メキシコやベネズエラには「メリダ」（例：メリダ (ユカタン州)）の名を持つ都市が作られている。エストレマドゥーラのメデジンは小さな町だが、コロンビアのメデジンは人口200万以上である。アメリカ合衆国のアルバカーキは、アルブルケルケにちなんで名付けられた。ペドロ・デ・バルディビアは、現在のチリの首都サンティアゴ・デ・チレを「サンティアゴ・デ・ヌエバ・エストレマドゥーラ」という名前で建設した。
1833年スペイン地方行政区分再編によってスペインには49県が設置され、エストレマドゥーラ地域にはカセレス県とバダホス県が設置された。1939年から1975年のフランコ独裁体制を経て、民主化後の1983年2月26日には自治州法が制定され、カセレス県とバダホス県の範囲にエストレマドゥーラ州が発足した。

## 人口
| エストレマドゥーラ州の人口推移 1900－2010               |
|                                                         |
| 出典:INE（スペイン国立統計局）1900年 - 1991年、1996年 - |

## 県と自治体

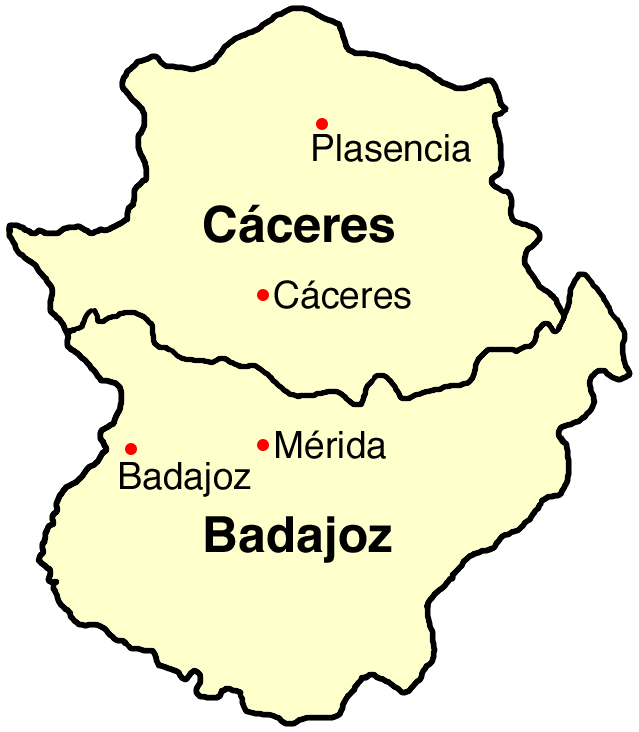
主要都市の位置関係

### 県
エストレマドゥーラ州はバダホス県とカセレス県の2県によって構成されている。スペインに50ある県のなかでもっとも面積が大きな県はバダホス県であり、2番目に面積が大きな県はカセレス県である。
| 県         | 県都     | 面積 （km2） | 人口 （人） | 人口密度 （人/km2） | 自治体数 |
| ---------- | -------- | ------------ | ----------- | ------------------- | -------- |
| バダホス県 | バダホス | 21,713.75    | 688,777     | 31.72               | 164      |
| カセレス県 | カセレス | 19,868.23    | 413,633     | 20.82               | 240      |
| 計         |          | 41,581.98    | 1,102,410   | 26.51               | 404      |

（2009年1月1日現在 出典：INE（スペイン国立統計局））

### 自治体
スペインに約8,000あるムニシピオ（基礎自治体）のなかでもっとも面積が大きな自治体はバダホスであり、3番目に面積が大きな自治体はカセレスである。そのほかのおもな自治体には、エストレマドゥーラ州の州都であるメリダや、カセレス県のプラセンシアがある。
| 順位 | 基礎自治体                     | 県         | 人口 （2010年） |
| ---- | ------------------------------ | ---------- | --------------- |
| 1    | バダホス                       | バダホス県 | 150,376         |
| 2    | カセレス                       | カセレス県 | 94,179          |
| 3    | メリダ                         | バダホス県 | 57,127          |
| 4    | プラセンシア                   | カセレス県 | 41,447          |
| 5    | ドン・ベニート                 | バダホス県 | 36,227          |
| 6    | アルメンドラレホ               | バダホス県 | 33,975          |
| 7    | ビジャヌエバ・デ・ラ・セレーナ | バダホス県 | 26,111          |
| 8    | ナバルモラル・デ・ラ・モタ     | カセレス県 | 17,309          |
| 9    | サフラ                         | バダホス県 | 16,433          |
| 10   | モンティホ                     | バダホス県 | 16,279          |

## 出身者

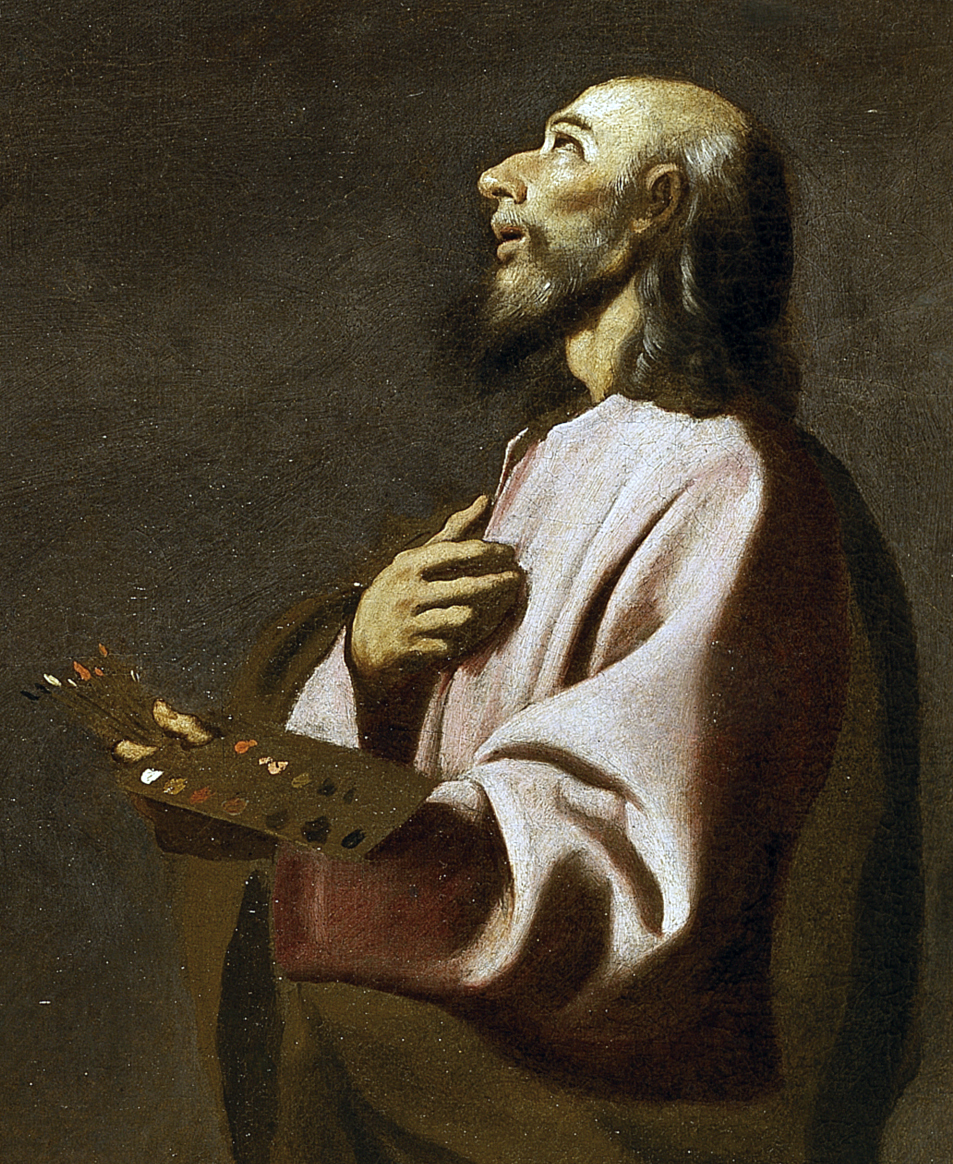
スルバラン（画家）

- フランシスコ・ピサロ(1471-1541) : コンキスタドール。
- バスコ・ヌーニェス・デ・バルボア(1475-1519) : コンキスタドール。
- エルナン・コルテス(1485-1547) : コンキスタドール。
- エルナンド・デ・ソト(1500-1542) : コンキスタドール。
- ペドロ・デ・バルディビア(1500-1554) : コンキスタドール。
- フランシスコ・デ・オレリャーナ(1511-1546) : コンキスタドール。
- ルイス・デ・モラレス(1512-1586) : 画家。
- ベニート・アリアス・モンターノ（英語版）(1527-1598) : 東洋学者。
- セバスティアン・ビスカイノ(1548-1624) : コンキスタドール。
- フランシスコ・デ・スルバラン(1598-1664) : 画家。
- ホセ・アントニオ・パボン・ヒメネス（英語版）(1754-1840) : 植物学者。
- ホセ・デ・エスプロンセダ(1808-1842) : 詩人。
- フアン・ドノソ・コルテス(1809-1853) : 著述家。
- カロリーナ・コロナド（英語版）(1820-1911) : 著作家・詩人。
- フランシスコ・エリアス・デ・テハダ・イ・スピノラ（英語版）(1917-1978) : 哲学者。
- アデラルド・ロドリゲス(1939-) : サッカー選手。
- ドゥルセ・チャコン（英語版）(1954-2003) : 詩人。
- ラファエル・ゴルディージョ(1957-) : サッカー選手。
- エルネスト・バルベルデ(1964-) : サッカー選手・サッカー指導者。
- マノロ・サンチェス(1965-) : サッカー選手・サッカー指導者。
- ホルヘ・カマーチョ（英語版）(1966-) : 著作家。
- フェルナンド・モリエンテス(1976-) : サッカー選手。
- ホセ・カルデロン(1981-) : バスケットボール選手。